# 圣保罗 (奥恩省)
圣保罗（法語：Saint-Paul，法語發音：[sɛ̃ pɔl] ⓘ）是法国奥恩省的一个市镇，位于该省西北部，属于阿让唐区。

## 地理
圣保罗（48°44'34"N, 0°37'57"W）面积7.96 平方千米，位于法国诺曼底大区奧恩省，该省份为法国西北部内陆省份，北起顺时针与卡爾瓦多斯省、厄尔省、厄尔-卢瓦省、萨尔特省、马耶讷省和芒什省接壤。
与圣保罗接壤的市镇（或旧市镇、城区）包括：朗迪萨克、沙尼、拉沙佩勒比什、弗莱尔、拉朗德帕特里。

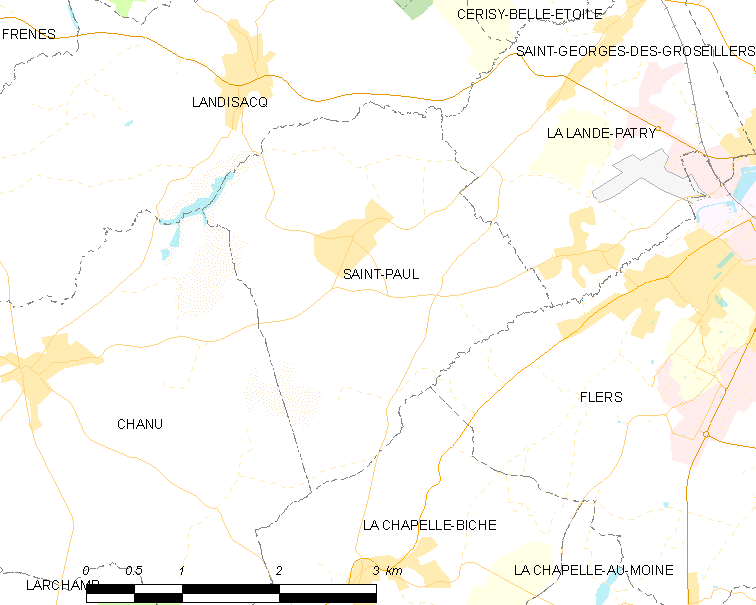
的OSM定位图

圣保罗的时区为UTC+01:00、UTC+02:00（夏令时）。

## 行政
圣保罗的邮政编码为61100，INSEE市镇编码为61443。

## 政治
圣保罗所属的省级选区为弗莱尔第一县。

## 人口

1962-2008年间人口变化图示

圣保罗于2022年1月1日时的人口数量为652人。

## 交通
奥恩省省道D229线、D268线和D808线经过境内。